# Lijst van burgemeesters van Hedel
Dit is een lijst van burgemeesters van de voormalige Nederlandse gemeente Hedel in de provincie Gelderland.

Op 1 januari 1999 is deze gemeente opgegaan in de gemeente Maasdriel.
| Ambtsperiode | Naam burgemeester                                        | Partij of stroming | Bijzonderheden |
| ------------ | -------------------------------------------------------- | ------------------ | --- |
| 1812 - 1818  | A. Hoeflake                                              |                    | |
| 1818 - 1821  | H.K. Momma                                               |                    | |
| 1821 - 1837  | A. Hoeflake                                              |                    | |
| 1837 - 1863  | K. Hoeflake                                              |                    | In een deel van dezelfde periode tevens burgemeester van Ammerzoden en Kerkwijk                                                           |
| 1863 - 1900  | J.P.A. (Julius Philip August) Uitenhage de Mist          |                    | In de voorafgaande periode burgemeester van Heerewaarden en in dezelfde periode tevens burgemeester van Ammerzoden en Kerkwijk            |
| 1900 - 1906  | J.J. (Johan Jacob) de Kempenaer                          |                    | |
| 1906 - 1917  | J.C. Hoeflake                                            |                    | |
| 1917 - 1919  | J. Middelkoop                                            |                    | |
| 1919 - 1923  | L. Mes                                                   |                    | later burgemeester van Wadenoijen |
| 1923 - 1925  | J. Westrik                                               |                    | In dezelfde periode tevens burgemeester van Kerkwijk                                                                                      |
| 1925 - 1933  | mr. E.P. (Ep) Verkerk                                    | ARP                | In dezelfde periode tevens burgemeester van Kerkwijk, later burgemeester van Boskoop                                                      |
| 1934 - 1944  | H. (Henri) Dronkers                                      |                    | In dezelfde periode tevens burgemeester van Kerkwijk                                                                                      |
| 1944 - 1945  | J. (Jan) Boll                                            | NSB                | In dezelfde periode tevens burgemeester van Zaltbommel en waarnemend burgemeester van Ammerzoden, Hurwenen, Kerkwijk, Maasdriel en Rossum |
| 1945 - 1945  | A.F. (Adriaan Ferdinand) van Goelst Meijer               |                    | Waarnemend. In dezelfde periode tevens waarnemend burgemeester van Maasdriel en Rossum                                                    |
| 1945 - 1952  | J. (Jan) Roseboom                                        | CHU                | vanaf 1951 waarnemend; tevens (waarnemend) burgemeester van Kerkwijk                                                                      |
| 1952 - 1955  | mr. R.A.W.J. Jonkers                                     | CHU                | Waarnemend. In dezelfde periode tevens waarnemend burgemeester van Kerkwijk                                                               |
| 1955 - 1973  | C. (Cees) van de Werken                                  | CHU                | eerder waarnemend burgemeester van Nederhemert                                                                                            |
| 1971 - 1973  | drs. G.C.P.M. (Gerardus Cornelis Petrus Maria) Verdegaal | KVP                | Waarnemend. In dezelfde periode tevens burgemeester van Ammerzoden. Aansluitend burgemeester van Tubbergen                                |
| 1974 - 1981  | J. (John) de Prieëlle                                    | CHU / CDA          | |
| 1981 - 1988  | J. (Jan) Hoogendoorn                                     |                    | Waarnemend |
| 1988 - 1989  | P.A. (Piet) Smits                                        |                    | Waarnemend |
| 1989 - 1998  | D. (Dick) Kraaijveld                                     | CDA                | |